# کارستن موگنسن
کارستن موگنسن (دانمارکی: Carsten Mogensen؛ زادهٔ ۲۴ ژوئیهٔ ۱۹۸۳) بدمینتون‌باز اهل دانمارک است.